# Лужок (Молодечненський район)
Лужок (біл. вёска Лужок) — село в складі Молодечненського району Мінської області, Білорусь. Село підпорядковане Городилівській сільській раді, розташоване в західній частині області.